# Scala (police de caractères)
Pour les articles homonymes, voir Scala.
Scala, jusqu’en 2023 FF Scala, est une police de caractères à empattements dessinée par Martin Majoor en 1990 pour le Muziekcentrum Vredenburg. Selon la classification Vox-Atypi, elle appartient à la famille des humanes. Son nom lui vient du théâtre La Scala de Milan.
Le FF Scala n’est pas le redessin historique d’une typographie en particulier mais plus une traduction de plusieurs modèles différents. Quelques similarités dans le dessin du Joanna d’Eric Gill en 1931, ou l’Electra de William Addison Dwiggins en 1935.
Une de ses particularité réside dans le fait que son squelette corresponde à sa version avec empattement : le Scala Sans dessiné en 1992. Cette caractéristique devient ensuite une récurrence des typographies de Martin Majoor.